# Ludwik Jerzy Rossowski
Ludwik Jerzy Rossowski (ur. 17 marca 1933 w Wilnie, zm. 23 sierpnia 2019 w Łodzi) – informatyk, działacz społeczny, wieloletni członek Związku Sybiraków.

## Życiorys

### Młodość i wykształcenie
Syn Jerzego i Janiny z Poznańskich. Po wybuchu II wojny światowej uniknął wywózki w głąb Związku Radzieckiego. W 1945 r. wraz z matką opuścił Wilno i przeniósł się na Podkarpacie.
W pierwszym roku po przeprowadzce uczęszczał do Miejskiego Koedukacyjnego Gimnazjum i Liceum w Rymanowie. Następnie kontynuował naukę w Państwowej Szkole Ogólnokształcącej Stopnia Licealnego w Pilźnie, gdzie w 1951 r. zdał egzamin dojrzałości. Studia wyższe rozpoczął w październiku 1951 r. w Szkole Głównej Planowania i Statystyki w Warszawie, jednak po miesiącu przeniósł się do Wyższej Szkoły Ekonomicznej w Łodzi, gdzie kontynuował naukę (1951–1955) i ukończył studia stopnia pierwszego. Następnie studiował w latach 1956–1960 na Politechnice Łódzkiej.

### Działalność zawodowa
Po studiach został zatrudniony w Przedsiębiorstwie Hydrologicznym w Łodzi, a następnie w Zakładzie Elektronicznej Techniki Obliczeniowej (ZETO), m.in. na stanowisku zastępcy dyrektora Zakładu. Później przeszedł do łódzkiego Zakładu Ekonomiki i Informatyki Gospodarki Komunalnej, skąd trafił do Zakładu Przetwarzania Danych Miejskiego Przedsiębiorstwa Komunikacyjnego w Łodzi, którym kierował od 1984 r. do przejścia na emeryturę.

### Działalność społeczna
Włączył się w działalność łódzkiego oddziału Związku Sybiraków od momentu jego powstania w 1989 r. W latach 1990–1993 był prezesem Koła Śródmieście-Polesie. W 1992 r. został przewodniczącym Komisji Historycznej Łódzkiego Oddziału Związku Sybiraków. Równocześnie, korzystając z doświadczenia zawodowego, informacje na temat pozyskiwanych relacji Sybiraków zamieszczał na witrynie internetowej Naczelnej Dyrekcji Archiwów Państwowych. Doprowadził też do opracowania w 1997 r. strony internetowej oddziału, była to też pierwsza strona internetowa w całym Związku Sybiraków.

### Aktywność wydawnicza
Był jednym z inicjatorów działalności oddziału łódzkiego w zakresie wydawniczym, popularyzatorskim oraz upamiętniania losów zesłańców i łagierników. Stał się również kronikarzem działalności łódzkich Sybiraków i autorem szeregu artykułów w prasie. Przez niemal dziewięć lat (1993–2001) wydawał co miesiąc „Biuletyn Historyczny Oddziału”. W 2003 r. wydał monografię pt. Łódzcy Sybiracy 1989–2003. Jest także autorem wydanych przez Zarząd Główny Związku Sybiraków materiałów z dwu kolejnych Krajowych Zjazdów Delegatów Związku – IV (2002) i V (2006). Był współinicjatorem i uczestnikiem opracowania w 2003 multimedialnego pakietu „Sybiracy” o zesłaniach Polaków na Sybir, który powstał – jako materiał poglądowy dla nauczycieli łódzkich szkół – siłami kilkunastu Sybiraków i nauczycieli w Łódzkim Centrum Doskonalenia Nauczycieli i Kształcenia Praktycznego. W latach 2002–2005 opracowywał na wniosek Zarządu Głównego Księgę Sybiraków 2006, prezentującą 16-letni dorobek 504 kół Związku. Był autorem dwu pierwszych części Księgi i współautorem trzeciej. Uczestniczył w wydawaniu rocznika „My, Sybiracy” (w 1993 r. został jego redaktorem naczelnym). W 20 numerach pisma zamieścił 76 artykułów swego autorstwa. 
Z jego inicjatywy jedna z łódzkich szkół otrzymała imię Sybiraków, ponadto przyczynił się do zorganizowania konkursu dla uczniów łódzkich szkół ponadpodstawowych pt. „Spotkanie z Sybirakiem” (2007–2008). Współredagował wydanie materiałów pokonkursowych oraz w późniejszym czasie, w oparciu o te materiały, zorganizował trzy wystawy i spotkanie autorskie w Bibliotece Sybiraka.

## Ordery i odznaczenia
- Krzyż Oficerski Orderu Odrodzenia Polski,
- Medal „Pro Memoria”,
- Medal „Pro Patria”,
- Złoty Medal „Opiekun Miejsc Pamięci Narodowej”,
- Honorowa Odznaka Miasta Łodzi,
- Nagroda Kustosz Pamięci Narodowej (2009),
- Złota Odznaka Honorowa za Zasługi dla Związku Sybiraków.